# 36. pehotna divizija (ZDA)
Za druge 36. divizije glejte 36. divizija.
36. pehotna divizija (izvirno angleško 36th Infantry Division) je bila pehotna divizija Kopenske vojske ZDA.